# Клавезана
Клавезана (итал. Clavesana) — коммуна в Италии, располагается в регионе Пьемонт, в провинции Кунео.
Население составляет 862 человека (2008 г.), плотность населения составляет 49 чел./км². Занимает площадь 18 км². Почтовый индекс — 12060. Телефонный код — 0173.
Покровительницей коммуны почитается Пресвятая Богородица (Madonna della Neve), празднование 5 августа.

## Демография
Динамика населения:

## Города-побратимы
- Роньо, Италия

## Администрация коммуны
- Официальный сайт: http://www.clavesana.info/ Архивная копия от 20 июня 2009 на Wayback Machine